# Sydamerikanska mästerskapet i fotboll 1967
Sydamerikanska mästerskapet i fotboll 1967 var den 29:e och sista upplagan av mästerskapet under namnet sydamerikanska mästerskapet innan turneringen bytte namn till Copa América. Turneringen arrangerades av CONMEBOL och spelades i Montevideo, Uruguay mellan 17 januari och 2 februari 1967.
Regerande mästare från SM 1963 var Bolivia. För första gången deltog Venezuela I turneringen. Brasilien och Peru deltog ej, medan Colombia och Ecuador enbart spelade i det inledande kvalspelet. Uruguay vann sin 11:e titel, och återtog mästartiteln efter sin vinst i SM 1959 (Ecuador).
Luis Artime från Argentina vann skytteligan med fem gjorda mål. Samtliga matcher spelades på Uruguays nationalarena Estadio Centenario, byggd 1930.

## Domare
Fem domare medverkade i turneringens 15 matcher. Mario Casc från Chile dömde flest matcher. Arturo Yamasaki från Peru dömde bägge matcherna mellan Chile och Colombia i det inledande kvalspelet. Duval Goicoechea från Argentina och César Orozco från Peru dömde var sin match i det inledande kvalspelet mellan Ecuador och Paraguay.
- Mario Gasc (Chile), dömde fem matcher
- Isidro Ramírez (Paraguay), dömde fyra matcher
- Roberto Goicochea (Argentina), dömde två matcher
- Eunápio de Queiroz (Brasilien), dömde en match
- Enrique Marino (Chile), dömde en match

## Inledande omgång
Chile och Paraguay kvalificerade sig för spel i huvudturneringen. Chile vann med 5–2 på målskillnad, och Paraguay vann med 5–3. Colombia och Ecuador kvalificerade sig inte till huvudturneringen.
| 1 | 30 november | Chile                                                   | 5 – 2 | Colombia             | Estadio Nacional                                       |                                                        |
|   |             | Araya 7′ Campos 23′ Prieto 40′ (str.), 49′ Saavedra 61′ |       | Gamboa 71′ Cañón 72′ | Santiago, Chile Publik: 80 000 Domare: Yamasaki (Peru) | Santiago, Chile Publik: 80 000 Domare: Yamasaki (Peru) |
|   |             |                                                         |       |                      | Santiago, Chile Publik: 80 000 Domare: Yamasaki (Peru) | Santiago, Chile Publik: 80 000 Domare: Yamasaki (Peru) |
|   |             |                                                         |       |                      | Santiago, Chile Publik: 80 000 Domare: Yamasaki (Peru) | Santiago, Chile Publik: 80 000 Domare: Yamasaki (Peru) |

| 2 | 11 december | Colombia | 0 – 0 | Chile | Estadio El Campín                                       |  |
|   |             |          |       |       | Bogotá, Colombia Publik: 17 000 Domare: Yamasaki (Peru) |  |
|   |             |          |       |       |                                                         |  |
|   |             |          |       |       |                                                         |  |

| 1 | 21 december | Ecuador               | 2 – 2 | Paraguay                     | Estadio Modelo                                                   |                                                                  |
|   |             | Carrera 56′ Muñoz 58′ |       | Rojas 85′ (str.) Apocada 88′ | Guayaquil, Ecuador Publik: 47 000 Domare: Goicoechea (Argentina) | Guayaquil, Ecuador Publik: 47 000 Domare: Goicoechea (Argentina) |
|   |             |                       |       |                              | Guayaquil, Ecuador Publik: 47 000 Domare: Goicoechea (Argentina) | Guayaquil, Ecuador Publik: 47 000 Domare: Goicoechea (Argentina) |
|   |             |                       |       |                              | Guayaquil, Ecuador Publik: 47 000 Domare: Goicoechea (Argentina) | Guayaquil, Ecuador Publik: 47 000 Domare: Goicoechea (Argentina) |

| 2 | 28 december | Paraguay                    | 3 – 1 | Ecuador   | Estadio Manuel Ferreira                                 |                                                         |
|   |             | Mora 7′, 10′ Del Puerto 60′ |       | Muñoz 81′ | Asunción, Paraguay Publik: 25 000 Domare: Oroczo (Peru) | Asunción, Paraguay Publik: 25 000 Domare: Oroczo (Peru) |
|   |             |                             |       |           | Asunción, Paraguay Publik: 25 000 Domare: Oroczo (Peru) | Asunción, Paraguay Publik: 25 000 Domare: Oroczo (Peru) |
|   |             |                             |       |           | Asunción, Paraguay Publik: 25 000 Domare: Oroczo (Peru) | Asunción, Paraguay Publik: 25 000 Domare: Oroczo (Peru) |

## Huvudturneringen
Sex lag deltog i huvudturneringen som spelades i Montevideo. Vinnaren av turneringen fastställdes genom poängräkning enligt följande kriterier: vinst gav 2 poäng, oavgjort 1 poäng till bägge lagen och 0 poäng vid förlust. Det lag med flest poäng efter att samtliga matcher hade spelats klart, vann mästerskapet.
| Nr | Lag       | S | V | O | F | GM | IM | MS  | P |
| -- | --------- | - | - | - | - | -- | -- | --- | - |
| 1  | Uruguay   | 5 | 4 | 1 | 0 | 13 | 2  | +11 | 9 |
| 2  | Argentina | 5 | 4 | 0 | 1 | 12 | 3  | +9  | 8 |
| 3  | Chile     | 5 | 2 | 2 | 1 | 8  | 6  | +2  | 6 |
| 4  | Paraguay  | 5 | 2 | 0 | 3 | 9  | 13 | −4  | 4 |
| 5  | Venezuela | 5 | 1 | 0 | 4 | 7  | 16 | −9  | 2 |
| 6  | Bolivia   | 5 | 0 | 1 | 4 | 0  | 9  | −9  | 1 |

|  | 17 januari | Uruguay                                                        | 4 – 0   | Bolivia | Estadio Centenario                                                   |                                                                      |
|  |            | Rocha 5′ Montero Castillo 44′ Troncoso 55′ (sjm.) Oyarbide 81′ | (2 – 0) |         | Montevideo, Uruguay Publik: 15 000 Domare: Isidro Ramírez (Paraguay) | Montevideo, Uruguay Publik: 15 000 Domare: Isidro Ramírez (Paraguay) |
|  |            |                                                                |         |         | Montevideo, Uruguay Publik: 15 000 Domare: Isidro Ramírez (Paraguay) | Montevideo, Uruguay Publik: 15 000 Domare: Isidro Ramírez (Paraguay) |
|  |            |                                                                |         |         | Montevideo, Uruguay Publik: 15 000 Domare: Isidro Ramírez (Paraguay) | Montevideo, Uruguay Publik: 15 000 Domare: Isidro Ramírez (Paraguay) |

|  | 18 januari | Chile           | 2 – 0   | Venezuela | Estadio Centenario                                                  |                                                                     |
|  |            | Marcos 12′, 41′ | (2 – 0) |           | Montevideo, Uruguay Publik: 7 000 Domare: Isidro Ramírez (Paraguay) | Montevideo, Uruguay Publik: 7 000 Domare: Isidro Ramírez (Paraguay) |
|  |            |                 |         |           | Montevideo, Uruguay Publik: 7 000 Domare: Isidro Ramírez (Paraguay) | Montevideo, Uruguay Publik: 7 000 Domare: Isidro Ramírez (Paraguay) |
|  |            |                 |         |           | Montevideo, Uruguay Publik: 7 000 Domare: Isidro Ramírez (Paraguay) | Montevideo, Uruguay Publik: 7 000 Domare: Isidro Ramírez (Paraguay) |

|  | 18 januari | Argentina                                         | 4 – 1   | Paraguay | Estadio Centenario                                            |                                                               |
|  |            | Mas 23′ Bernao 71′ Artime 73′ Albrecht 89′ (str.) | (1 – 0) | Mora 67′ | Montevideo, Uruguay Publik: 12 000 Domare: Mario Gasc (Chile) | Montevideo, Uruguay Publik: 12 000 Domare: Mario Gasc (Chile) |
|  |            |                                                   |         |          | Montevideo, Uruguay Publik: 12 000 Domare: Mario Gasc (Chile) | Montevideo, Uruguay Publik: 12 000 Domare: Mario Gasc (Chile) |
|  |            |                                                   |         |          | Montevideo, Uruguay Publik: 12 000 Domare: Mario Gasc (Chile) | Montevideo, Uruguay Publik: 12 000 Domare: Mario Gasc (Chile) |

|  | 21 januari | Uruguay                              | 4 – 0   | Venezuela | Estadio Centenario                                                       |                                                                          |
|  |            | Urruzmendi 5′, 34′ Oyarbide 62′, 68′ | (2 – 0) |           | Montevideo, Uruguay Publik: 7 000 Domare: Eunápio de Queiroz (Brasilien) | Montevideo, Uruguay Publik: 7 000 Domare: Eunápio de Queiroz (Brasilien) |
|  |            |                                      |         |           | Montevideo, Uruguay Publik: 7 000 Domare: Eunápio de Queiroz (Brasilien) | Montevideo, Uruguay Publik: 7 000 Domare: Eunápio de Queiroz (Brasilien) |
|  |            |                                      |         |           | Montevideo, Uruguay Publik: 7 000 Domare: Eunápio de Queiroz (Brasilien) | Montevideo, Uruguay Publik: 7 000 Domare: Eunápio de Queiroz (Brasilien) |

|  | 22 januari | Argentina  | 1 – 0   | Bolivia | Estadio Centenario                                                       |                                                                          |
|  |            | Bernao 67′ | (0 – 0) |         | Montevideo, Uruguay Publik: 6 000 Domare: Eunápio de Queiroz (Brasilien) | Montevideo, Uruguay Publik: 6 000 Domare: Eunápio de Queiroz (Brasilien) |
|  |            |            |         |         | Montevideo, Uruguay Publik: 6 000 Domare: Eunápio de Queiroz (Brasilien) | Montevideo, Uruguay Publik: 6 000 Domare: Eunápio de Queiroz (Brasilien) |
|  |            |            |         |         | Montevideo, Uruguay Publik: 6 000 Domare: Eunápio de Queiroz (Brasilien) | Montevideo, Uruguay Publik: 6 000 Domare: Eunápio de Queiroz (Brasilien) |

|  | 22 januari | Chile                           | 4 – 2   | Paraguay                | Estadio Centenario                                                      |                                                                         |
|  |            | Gallardo 9′, 44′ Araya 72′, 81′ | (2 – 0) | Riveros 62′ Apocada 85′ | Montevideo, Uruguay Publik: 6 000 Domare: Roberto Goicochea (Argentina) | Montevideo, Uruguay Publik: 6 000 Domare: Roberto Goicochea (Argentina) |
|  |            |                                 |         |                         | Montevideo, Uruguay Publik: 6 000 Domare: Roberto Goicochea (Argentina) | Montevideo, Uruguay Publik: 6 000 Domare: Roberto Goicochea (Argentina) |
|  |            |                                 |         |                         | Montevideo, Uruguay Publik: 6 000 Domare: Roberto Goicochea (Argentina) | Montevideo, Uruguay Publik: 6 000 Domare: Roberto Goicochea (Argentina) |

|  | 25 januari | Paraguay       | 1 – 0   | Bolivia | Estadio Centenario                                               |                                                                  |
|  |            | Del Puerto 14′ | (1 – 0) |         | Montevideo, Uruguay Publik: 5 000 Domare: Enrique Marino (Chile) | Montevideo, Uruguay Publik: 5 000 Domare: Enrique Marino (Chile) |
|  |            |                |         |         | Montevideo, Uruguay Publik: 5 000 Domare: Enrique Marino (Chile) | Montevideo, Uruguay Publik: 5 000 Domare: Enrique Marino (Chile) |
|  |            |                |         |         | Montevideo, Uruguay Publik: 5 000 Domare: Enrique Marino (Chile) | Montevideo, Uruguay Publik: 5 000 Domare: Enrique Marino (Chile) |

|  | 25 januari | Argentina                                           | 5 – 1   | Venezuela   | Estadio Centenario                                           |                                                              |
|  |            | Artime 18′ Carone 26′ Marzolini 50′ Artime 65′, 88′ | (2 – 0) | Santana 72′ | Montevideo, Uruguay Publik: 2 500 Domare: Mario Gasc (Chile) | Montevideo, Uruguay Publik: 2 500 Domare: Mario Gasc (Chile) |
|  |            |                                                     |         |             | Montevideo, Uruguay Publik: 2 500 Domare: Mario Gasc (Chile) | Montevideo, Uruguay Publik: 2 500 Domare: Mario Gasc (Chile) |
|  |            |                                                     |         |             | Montevideo, Uruguay Publik: 2 500 Domare: Mario Gasc (Chile) | Montevideo, Uruguay Publik: 2 500 Domare: Mario Gasc (Chile) |

|  | 26 januari | Uruguay                | 2 – 2   | Chile                  | Estadio Centenario                                                   |                                                                      |
|  |            | Rocha 15′ Oyarbide 68′ | (1 – 2) | Gallardo 2′ Marcos 37′ | Montevideo, Uruguay Publik: 30 000 Domare: Isidro Ramírez (Paraguay) | Montevideo, Uruguay Publik: 30 000 Domare: Isidro Ramírez (Paraguay) |
|  |            |                        |         |                        | Montevideo, Uruguay Publik: 30 000 Domare: Isidro Ramírez (Paraguay) | Montevideo, Uruguay Publik: 30 000 Domare: Isidro Ramírez (Paraguay) |
|  |            |                        |         |                        | Montevideo, Uruguay Publik: 30 000 Domare: Isidro Ramírez (Paraguay) | Montevideo, Uruguay Publik: 30 000 Domare: Isidro Ramírez (Paraguay) |

|  | 28 januari | Venezuela                          | 3 – 0   | Bolivia | Estadio Centenario                                            |                                                               |
|  |            | Scovino 59′ Santana 67′ Ravelo 84′ | (0 – 0) |         | Montevideo, Uruguay Publik: 11 000 Domare: Mario Gasc (Chile) | Montevideo, Uruguay Publik: 11 000 Domare: Mario Gasc (Chile) |
|  |            |                                    |         |         | Montevideo, Uruguay Publik: 11 000 Domare: Mario Gasc (Chile) | Montevideo, Uruguay Publik: 11 000 Domare: Mario Gasc (Chile) |
|  |            |                                    |         |         | Montevideo, Uruguay Publik: 11 000 Domare: Mario Gasc (Chile) | Montevideo, Uruguay Publik: 11 000 Domare: Mario Gasc (Chile) |

|  | 28 januari | Argentina              | 2 – 0   | Chile | Estadio Centenario                                                   |                                                                      |
|  |            | Sarnari 36′ Artime 80′ | (1 – 0) |       | Montevideo, Uruguay Publik: 14 000 Domare: Isidro Ramírez (Paraguay) | Montevideo, Uruguay Publik: 14 000 Domare: Isidro Ramírez (Paraguay) |
|  |            |                        |         |       | Montevideo, Uruguay Publik: 14 000 Domare: Isidro Ramírez (Paraguay) | Montevideo, Uruguay Publik: 14 000 Domare: Isidro Ramírez (Paraguay) |
|  |            |                        |         |       | Montevideo, Uruguay Publik: 14 000 Domare: Isidro Ramírez (Paraguay) | Montevideo, Uruguay Publik: 14 000 Domare: Isidro Ramírez (Paraguay) |

|  | 29 januari | Uruguay                  | 2 – 0   | Paraguay | Estadio Centenario                                            |                                                               |
|  |            | Pérez 32′ Urruzmendi 66′ | (1 – 0) |          | Montevideo, Uruguay Publik: 17 000 Domare: Mario Gasc (Chile) | Montevideo, Uruguay Publik: 17 000 Domare: Mario Gasc (Chile) |
|  |            |                          |         |          | Montevideo, Uruguay Publik: 17 000 Domare: Mario Gasc (Chile) | Montevideo, Uruguay Publik: 17 000 Domare: Mario Gasc (Chile) |
|  |            |                          |         |          | Montevideo, Uruguay Publik: 17 000 Domare: Mario Gasc (Chile) | Montevideo, Uruguay Publik: 17 000 Domare: Mario Gasc (Chile) |

|  | 1 februari | Chile | 0 – 0 | Bolivia | Estadio Centenario                                                      |  |
|  |            |       |       |         | Montevideo, Uruguay Publik: 1 500 Domare: Roberto Goicochea (Argentina) |  |
|  |            |       |       |         |                                                                         |  |
|  |            |       |       |         |                                                                         |  |

|  | 1 februari | Paraguay                                        | 5 – 3   | Venezuela                         | Estadio Centenario                                               |                                                                  |
|  |            | González 11′ Rojas 16′, 29′ Mora 22′ Colmán 81′ | (4 – 1) | Mendoza 3′ Santana 77′ Ravelo 89′ | Montevideo, Uruguay Publik: 1 500 Domare: Enrique Marino (Chile) | Montevideo, Uruguay Publik: 1 500 Domare: Enrique Marino (Chile) |
|  |            |                                                 |         |                                   | Montevideo, Uruguay Publik: 1 500 Domare: Enrique Marino (Chile) | Montevideo, Uruguay Publik: 1 500 Domare: Enrique Marino (Chile) |
|  |            |                                                 |         |                                   | Montevideo, Uruguay Publik: 1 500 Domare: Enrique Marino (Chile) | Montevideo, Uruguay Publik: 1 500 Domare: Enrique Marino (Chile) |

|  | 2 februari | Uruguay   | 1 – 0   | Argentina | Estadio Centenario                                            |                                                               |
|  |            | Rocha 74′ | (0 – 0) |           | Montevideo, Uruguay Publik: 65 000 Domare: Mario Gasc (Chile) | Montevideo, Uruguay Publik: 65 000 Domare: Mario Gasc (Chile) |
|  |            |           |         |           | Montevideo, Uruguay Publik: 65 000 Domare: Mario Gasc (Chile) | Montevideo, Uruguay Publik: 65 000 Domare: Mario Gasc (Chile) |
|  |            |           |         |           | Montevideo, Uruguay Publik: 65 000 Domare: Mario Gasc (Chile) | Montevideo, Uruguay Publik: 65 000 Domare: Mario Gasc (Chile) |

## Målskyttar
Totalt 49 mål gjordes under turneringens 15 matcher. Uruguay gjorde flest mål (13), och Bolivia var det enda laget utan några gjorsa mål. 25 spelare gjorde mål, och Luis Artime från Argentina vann skytteligan.
5 mål
- Luis Artime

4 mål
- Jorge Oyarbide

3 mål
| - Julio Gallardo - Rubén Marcos | - Pedro Rocha | - José Urruzmendi | - Rafael Santana |

2 mål
| - Raúl Emilio Bernao - Pedro Araya Toro | - Celino Mora - Juan Carlos Rojas Díaz | - Antonio Ravelo | - Humberto Scovino |

1 mål
| - José Rafael Albrecht - Oscar Osvaldo Carone - Silvio Marzolini | - Oscar Mas - Juan Carlos Sarnari - Benigno Apocada | - Arístides Del Puerto - Ramón Colmán - Juan Francisco Riveros | - Julio Montero Castillo - Domingo Salvador Pérez - Luis Mendoza Benedetto |

Självmål
- Roberto Troncoso för Uruguay